# Fußball-Club Gelsenkirchen-Schalke 04 1976-1977
Questa voce raccoglie le informazioni riguardanti il Fußball-Club Gelsenkirchen-Schalke 04 nelle competizioni ufficiali della stagione 1976-1977.

## Stagione
Nella stagione 1976-1977 il Schalke, allenato da Friedel Rausch, concluse il campionato di Bundesliga al 2º posto. In Coppa di Germania il Schalke fu eliminato agli ottavi di finale dall'Eintracht Francoforte. In Coppa UEFA il Schalke fu eliminato agli ottavi di finale dal RWD Molenbeek.

## Rosa
| N. |                                 | Ruolo | Calciatore        |
| -- | ------------------------------- | ----- | ----------------- |
| 1  | Bosnia ed Erzegovina (bandiera) | P     | Enver Marić       |
|    | Germania (bandiera)             | P     | Peter Sandhofe    |
|    | Germania (bandiera)             | P     | Günther Schubert  |
|    | Germania (bandiera)             | D     | Norbert Dörmann   |
|    | Germania (bandiera)             | D     | Klaus Fichtel     |
|    | Germania (bandiera)             | D     | Helmut Kremers    |
|    | Germania (bandiera)             | D     | Rolf Rüssmann     |
|    | Germania (bandiera)             | D     | Mathias Schipper  |
|    | Germania (bandiera)             | D     | Friedhelm Schütte |
|    | Germania (bandiera)             | D     | Jürgen Sobieray   |
|    | Germania (bandiera)             | D     | Bernd Thiele      |
|    | Germania (bandiera)             | C     | Uli Bittcher      |
|    | Germania (bandiera)             | C     | Hans Bongartz     |

| N. |                     | Ruolo | Calciatore           |
| -- | ------------------- | ----- | -------------------- |
|    | Germania (bandiera) | C     | Manfred Dubski       |
|    | Germania (bandiera) | C     | Hans-Jürgen Gede     |
|    | Germania (bandiera) | C     | Herbert Lütkebohmert |
|    | Slovenia (bandiera) | C     | Branko Oblak         |
|    | Germania (bandiera) | C     | Wolfgang Reichel     |
|    | Germania (bandiera) | C     | Hans-Jürgen Salewski |
|    | Germania (bandiera) | A     | Rüdiger Abramczik    |
|    | Germania (bandiera) | A     | Klaus Fischer        |
|    | Germania (bandiera) | A     | Uwe Höfer            |
|    | Germania (bandiera) | A     | Erwin Kremers        |
|    | Germania (bandiera) | A     | Thomas Lander        |
|    | Germania (bandiera) | A     | Hans-Peter Mentzel   |
|    | Germania (bandiera) | A     | Detlev Rohn          |

## Organigramma societario
Area tecnica
- Allenatore: Friedel Rausch
- Allenatore in seconda: Uli Maslo
- Preparatore dei portieri:
- Preparatori atletici:

## Calciomercato

### Sessione estiva
| Acquisti | Acquisti           | Acquisti              | Acquisti |
| R.       | Nome               | da                    | Modalità |
| -------- | ------------------ | --------------------- | -------- |
| D        | Norbert Dörmann    | Schalke 04 (juniores) |          |
| A        | Uwe Höfer          | Schalke 04 (juniores) |          |
| A        | Thomas Lander      | Schalke 04 (juniores) |          |
| A        | Hans-Peter Mentzel | Schalke 04 (juniores) |          |
| C        | Wolfgang Reichel   | Schalke 04 (juniores) |          |
| P        | Peter Sandhofe     | Schalke 04 (juniores) |          |
| P        | Enver Marić        | Velež Mostar          |          |
| P        | Günther Schubert   | Schalke 04 II         |          |

| Cessioni | Cessioni            | Cessioni        | Cessioni |
| R.       | Nome                | a               | Modalità |
| -------- | ------------------- | --------------- | -------- |
| D        | Hans-Günter Bruns   | Wattenscheid 09 |          |
| P        | Dragan Mutibarić    | Schwenningen    |          |
| P        | Norbert Nigbur      | Hertha Berlino  |          |
| D        | Ulrich van den Berg | Bonner          |          |

### Sessione invernale
| Acquisti | Acquisti             | Acquisti        | Acquisti |
| R.       | Nome                 | da              | Modalità |
| -------- | -------------------- | --------------- | -------- |
| C        | Hans-Jürgen Salewski | Westfalia Herne |          |

| Cessioni | Cessioni | Cessioni | Cessioni |
| R.       | Nome     | a        | Modalità |
| -------- | -------- | -------- | -------- |

## Risultati

### Bundesliga

#### Girone di andata
| Arbitro: | Gabor |

|                                    |           |                      |
| Oblak 15’ Bongartz 24’ Fischer 67’ | Marcatori | 40’ Kamp 86’ Røntved |

| Arbitro: | Ohmsen |

|                                 |           |  |
| Toppmöller 47’ Diehl 52’ (rig.) | Marcatori |  |

| Arbitro: | Zuchantke |

|                               |           |  |
| Abramczik 2’ Kremers 19’, 45’ | Marcatori |  |

| Arbitro: | Horstmann |

|                                                             |           |                                            |
| Kraus 48’ Nickel 59’ Grabowski 74’, 86’ Hölzenbein 75’, 89’ | Marcatori | 28’ Abramczik 29’ Kremers 82’ Lütkebohmert |

| Arbitro: | Meuser |

|                         |           |              |
| Fischer 11’ Kremers 86’ | Marcatori | 23’ Mattsson |

| Arbitro: | Klauser |

|              |           |  |
| Popivoda 52’ | Marcatori |  |

| Arbitro: | Dölfel |

|                                                          |           |                                           |
| Kremers 19’ Schulz 33’ (aut.) Fischer 34’, 57’ Oblak 70’ | Marcatori | 44’, 51’ Schneider 54’ Subklewe 63’ Wendt |

| Arbitro: | Walz |

|                       |           |  |
| Gerber 76’ Müller 88’ | Marcatori |  |

| Arbitro: | Linn |

|  |           |                                                                 |
|  | Marcatori | 11’, 46’, 67’, 82’ Fischer 44’ Kremers 64’ Dubski 74’ Abramczik |

| Arbitro: | Messmer |

|             |           |  |
| Fischer 80’ | Marcatori |  |

| Arbitro: | Ohmsen |

|                        |           |                                        |
| Denz 15’ Semlitsch 30’ | Marcatori | 38’ Abramczik 59’ Rüssmann 66’ Fischer |

| Arbitro: | Quindeau |

|                       |           |                  |
| Oblak 34’ Fischer 64’ | Marcatori | 53’, 71’ Schäfer |

| Arbitro: | Lutz |

|                           |           |  |
| Wittkamp 38’ Heynckes 78’ | Marcatori |  |

| Arbitro: | Kindervater |

|                                |           |                       |
| Bongartz 30’, 65’ Rüssmann 39’ | Marcatori | 63’ Büssers 87’ Dietz |

| Arbitro: | Meuser |

|                   |           |              |
| Horr 74’ Beer 90’ | Marcatori | 44’ Bongartz |

| Arbitro: | Engel |

|                                  |           |              |
| Lütkebohmert 6’ Kremers 76’, 78’ | Marcatori | 73’ Trimhold |

| Arbitro: | Jensen |

|                       |           |                              |
| Hartl 26’ Lippens 77’ | Marcatori | 5’ Bongartz 35’ (aut.) Meyer |

#### Girone di ritorno
| Arbitro: | Haselberger |

|               |           |             |
| Meininger 33’ | Marcatori | 26’ Fischer |

| Arbitro: | Dreher |

|                                                      |           |                            |
| Fischer 10’, 20’ (rig.), 39’ Dubski 58’ Bittcher 87’ | Marcatori | 45’ Stickel 63’ Toppmöller |

| Arbitro: | Walz |

|                       |           |                          |
| Hrubesch 34’ Lund 55’ | Marcatori | 12’ Bittcher 40’ Kremers |

| Arbitro: | Engel |

|              |           |                    |
| Rüssmann 50’ | Marcatori | 30’ (aut.) Kremers |

| Arbitro: | Eschweiler |

|          |           |                         |
| Seel 49’ | Marcatori | 8’ Kremers 85’ Bongartz |

| Arbitro: | Aldinger |

|                           |           |                                  |
| Abramczik 56’ Fischer 57’ | Marcatori | 2’ Holzer 50’ Frank 60’ Popivoda |

| Arbitro: | Dölfel |

|                    |           |                                        |
| Rüssmann 3’ (aut.) | Marcatori | 28’ Rüssmann 30’ Abramczik 86’ Kremers |

| Arbitro: | Frickel |

|               |           |                |
| Abramczik 28’ | Marcatori | 21’ Zimmermann |

| Gelsenkirchen 19 marzo 1977, ore 15:30 CET 26ª giornata | Schalke 04 | 0 – 0 referto | Bayern Monaco | Parkstadion (70 000 spett.)\| Arbitro: \| Antz \| |
| Arbitro:                                                | Antz       |               |               |                                                   |

| Arbitro: | Joos |

|                       |           |                          |
| Steffenhagen 60’, 83’ | Marcatori | 55’ Fischer 84’ Rüssmann |

| Arbitro: | Niemann |

|  |           |               |
|  | Marcatori | 78’ Ellbracht |

| Arbitro: | Linn |

|                   |           |                                                                   |
| Struth 71’ (rig.) | Marcatori | 9’, 25’, 54’ Fischer 22’ Abramczik 75’ Bongartz 83’, 86’ Rüssmann |

| Arbitro: | Aldinger |

|              |           |  |
| Abramczik 6’ | Marcatori |  |

| Arbitro: | Schmoock |

|                   |           |                                |
| Worm 34’ Jara 67’ | Marcatori | 20’ Rüssmann 55’ (aut.) Bücker |

| Arbitro: | Haselberger |

|                                            |           |  |
| Sobieray 10’ Fischer 12’, 75’ Rüssmann 87’ | Marcatori |  |

| Arbitro: | Ahlenfelder |

|            |           |                               |
| Eggert 11’ | Marcatori | 34’ (aut.) Gerland 89’ Lander |

| Arbitro: | Waltert |

|                                                     |           |                      |
| Abramczik 22’ Fischer 26’, 77’ Ackermann 48’ (aut.) | Marcatori | 61’ Segler 79’ Meyer |

### Coppa di Germania
| Arbitro: | Kettenbach |

|             |           |                              |
| Martens 32’ | Marcatori | 11’, 30’ Kremers 44’ Fischer |

| Arbitro: | Boos |

|                                                                |           |            |
| Fischer 13’, 53’ Abramczik 17’ Gede 68’ Schütte 83’ Dubski 84’ | Marcatori | 85’ Kahler |

| Arbitro: | Niemann |

|               |           |  |
| Abramczik 13’ | Marcatori |  |

| Arbitro: | Hanschke |

|                           |           |                          |
| Fichtel 22’ Abramczik 44’ | Marcatori | 63’ Weidle 74’ Trinklein |

| Arbitro: | Linn |

|                                                    |           |                                    |
| Hölzenbein 9’ (rig.), 52’ Nickel 17’ Grabowski 71’ | Marcatori | 62’ Oblak 68’ Rüssmann 78’ Fischer |

### Coppa UEFA
| Arbitro: | Gow |

|                       |           |                  |
| Reis 47’ Cubillas 66’ | Marcatori | 37’, 44’ Fischer |

| Arbitro: | Taylor |

|                                              |           |               |
| Fichtel 74’ (rig.) Abramczik 86’ Fischer 88’ | Marcatori | 51’, 69’ Tibi |

| Arbitro: | Babacan |

|  |           |             |
|  | Marcatori | 59’ Fischer |

| Arbitro: | Kazakov |

|                                   |           |  |
| Bongartz 2’, 78’ Fischer 15’, 24’ | Marcatori |  |

| Arbitro: | Garrido |

|            |           |  |
| Lafont 85’ | Marcatori |  |

| Arbitro: | Partridge |

|               |           |             |
| Abramczik 44’ | Marcatori | 25’ Teugels |

## Statistiche

### Statistiche di squadra
| Competizione      | Punti | In casa | In casa | In casa | In casa | In casa | In casa | In trasferta | In trasferta | In trasferta | In trasferta | In trasferta | In trasferta | Totale | Totale | Totale | Totale | Totale | Totale | DR  |
| Competizione      | Punti | G       | V       | N       | P       | Gf      | Gs      | G            | V            | N            | P            | Gf           | Gs           | G      | V      | N      | P      | Gf     | Gs     | DR  |
| ----------------- | ----- | ------- | ------- | ------- | ------- | ------- | ------- | ------------ | ------------ | ------------ | ------------ | ------------ | ------------ | ------ | ------ | ------ | ------ | ------ | ------ | --- |
| Bundesliga        | 43    | 17      | 11      | 4       | 2       | 40      | 22      | 17           | 6            | 5            | 6            | 37           | 30           | 34     | 17     | 9      | 8      | 77     | 52     | +25 |
| Coppa di Germania | -     | 3       | 2       | 1       | 0       | 9       | 3       | 2            | 1            | 0            | 1            | 6            | 5            | 5      | 3      | 1      | 1      | 15     | 8      | +7  |
| Coppa UEFA        | -     | 3       | 2       | 1       | 0       | 8       | 3       | 3            | 1            | 1            | 1            | 3            | 3            | 6      | 3      | 2      | 1      | 11     | 6      | +5  |
| Totale            | 43    | 23      | 15      | 6       | 2       | 57      | 28      | 22           | 8            | 6            | 8            | 46           | 38           | 45     | 23     | 12     | 10     | 103    | 66     | +37 |

### Andamento in campionato
| Giornata  | 1 | 2  | 3 | 4  | 5 | 6  | 7 | 8 | 9 | 10 | 11 | 12 | 13 | 14 | 15 | 16 | 17 | 18 | 19 | 20 | 21 | 22 | 23 | 24 | 25 | 26 | 27 | 28 | 29 | 30 | 31 | 32 | 33 | 34 |
| --------- | - | -- | - | -- | - | -- | - | - | - | -- | -- | -- | -- | -- | -- | -- | -- | -- | -- | -- | -- | -- | -- | -- | -- | -- | -- | -- | -- | -- | -- | -- | -- | -- |
| Luogo     | C | T  | C | T  | C | T  | C | T | T | C  | T  | C  | T  | C  | T  | C  | T  | T  | C  | T  | C  | T  | C  | T  | C  | C  | T  | C  | T  | C  | T  | C  | T  | C  |
| Risultato | V | P  | V | P  | V | P  | V | P | V | V  | V  | N  | P  | V  | P  | V  | N  | N  | V  | N  | N  | V  | P  | V  | N  | N  | N  | P  | V  | V  | N  | V  | V  | V  |
| Posizione | 5 | 10 | 5 | 11 | 8 | 10 | 8 | 9 | 7 | 6  | 6  | 6  | 7  | 6  | 7  | 6  | 6  | 6  | 4  | 5  | 5  | 3  | 5  | 3  | 3  | 3  | 3  | 5  | 3  | 3  | 3  | 2  | 2  | 2  |

Legenda:

Luogo: C = Casa; T = Trasferta. Risultato: V = Vittoria; N = Pareggio; P = Sconfitta.

### Statistiche dei giocatori
| Giocatore       | Bundesliga | Bundesliga | Bundesliga  | Bundesliga | Coppa di Germania | Coppa di Germania | Coppa di Germania | Coppa di Germania | Coppa UEFA | Coppa UEFA | Coppa UEFA  | Coppa UEFA | Totale   | Totale | Totale      | Totale     |
| Giocatore       | Presenze   | Reti       | Ammonizioni | Espulsioni | Presenze          | Reti              | Ammonizioni       | Espulsioni        | Presenze   | Reti       | Ammonizioni | Espulsioni | Presenze | Reti   | Ammonizioni | Espulsioni |
| --------------- | ---------- | ---------- | ----------- | ---------- | ----------------- | ----------------- | ----------------- | ----------------- | ---------- | ---------- | ----------- | ---------- | -------- | ------ | ----------- | ---------- |
| R. Abramczik    | 31         | 10         | 0           | 0          | 4                 | 3                 | 0                 | 0                 | 6          | 2          | 0           | 0          | 41       | 15     | 0           | 0          |
| U. Bittcher     | 19         | 2          | 1           | 0          | 4                 | 0                 | 0                 | 0                 | 1          | 0          | 0           | 0          | 24       | 2      | 1           | 0          |
| H. Bongartz     | 31         | 7          | 1           | 0          | 5                 | 0                 | 0                 | 0                 | 5          | 2          | 1           | 0          | 41       | 9      | 2           | 0          |
| H. Bruns        | 1          | 0          | 0           | 0          | 1                 | 0                 | 0                 | 0                 | 0          | 0          | 0           | 0          | 2        | 0      | 0           | 0          |
| M. Dubski       | 17         | 2          | 1           | 0          | 5                 | 1                 | 0                 | 0                 | 3          | 0          | 0           | 0          | 25       | 3      | 1           | 0          |
| N. Dörmann      | 2          | 0          | 0           | 0          | 1                 | 0                 | 0                 | 0                 | 0          | 0          | 0           | 0          | 3        | 0      | 0           | 0          |
| K. Fichtel      | 34         | 0          | 0           | 0          | 5                 | 1                 | 0                 | 0                 | 6          | 1          | 0           | 1          | 45       | 2      | 0           | 1          |
| K. Fischer      | 31         | 24         | 1           | 0          | 3                 | 4                 | 0                 | 0                 | 5          | 6          | 0           | 0          | 39       | 34     | 1           | 0          |
| H. Gede         | 19         | 0          | 0           | 0          | 2                 | 1                 | 0                 | 0                 | 4          | 0          | 0           | 0          | 25       | 1      | 0           | 0          |
| U. Höfer        | 1          | 0          | 0           | 0          | 1                 | 0                 | 0                 | 0                 | 0          | 0          | 0           | 0          | 2        | 0      | 0           | 0          |
| E. Kremers      | 24         | 7          | 3           | 0          | 3                 | 0                 | 1                 | 0                 | 5          | 0          | 0           | 0          | 32       | 7      | 4           | 0          |
| H. Kremers      | 33         | 4          | 1           | 0          | 3                 | 2                 | 1                 | 0                 | 6          | 0          | 0           | 0          | 42       | 6      | 2           | 0          |
| T. Lander       | 2          | 1          | 0           | 0          | 1                 | 0                 | 0                 | 0                 | 0          | 0          | 0           | 0          | 3        | 1      | 0           | 0          |
| H. Lütkebohmert | 25         | 2          | 4           | 0          | 2                 | 0                 | 0                 | 0                 | 6          | 0          | 0           | 0          | 33       | 2      | 4           | 0          |
| E. Marić        | 31         | 0          | 0           | 0          | 5                 | 0                 | 0                 | 0                 | 5          | 0          | 0           | 0          | 41       | 0      | 0           | 0          |
| H. Mentzel      | 0          | 0          | 0           | 0          | 0                 | 0                 | 0                 | 0                 | 0          | 0          | 0           | 0          | 0        | 0      | 0           | 0          |
| B. Oblak        | 28         | 3          | 2           | 0          | 5                 | 1                 | 0                 | 0                 | 6          | 0          | 1           | 0          | 39       | 4      | 3           | 0          |
| W. Reichel      | 0          | 0          | 0           | 0          | 0                 | 0                 | 0                 | 0                 | 0          | 0          | 0           | 0          | 0        | 0      | 0           | 0          |
| D. Rohn         | 0          | 0          | 0           | 0          | 0                 | 0                 | 0                 | 0                 | 0          | 0          | 0           | 0          | 0        | 0      | 0           | 0          |
| R. Rüssmann     | 33         | 9          | 2           | 0          | 2                 | 1                 | 0                 | 0                 | 6          | 0          | 0           | 0          | 41       | 10     | 2           | 0          |
| H. Salewski     | 0          | 0          | 0           | 0          | 0                 | 0                 | 0                 | 0                 | 0          | 0          | 0           | 0          | 0        | 0      | 0           | 0          |
| P. Sandhofe     | 0          | 0          | 0           | 0          | 0                 | 0                 | 0                 | 0                 | 0          | 0          | 0           | 0          | 0        | 0      | 0           | 0          |
| M. Schipper     | 5          | 0          | 0           | 0          | 2                 | 0                 | 0                 | 0                 | 0          | 0          | 0           | 0          | 7        | 0      | 0           | 0          |
| G. Schubert     | 3          | 0          | 0           | 0          | 0                 | 0                 | 0                 | 0                 | 1          | 0          | 0           | 0          | 4        | 0      | 0           | 0          |
| F. Schütte      | 3          | 0          | 0           | 0          | 2                 | 1                 | 0                 | 0                 | 0          | 0          | 0           | 0          | 5        | 1      | 0           | 0          |
| J. Sobieray     | 31         | 1          | 0           | 0          | 3                 | 0                 | 0                 | 0                 | 6          | 0          | 0           | 0          | 40       | 1      | 0           | 0          |
| B. Thiele       | 20         | 0          | 4           | 0          | 3                 | 0                 | 0                 | 0                 | 6          | 0          | 0           | 0          | 29       | 0      | 4           | 0          |